# Боннер, Эдмунд
Эдмунд Боннер (англ. Edmund Bonner; ок. 1500, Хенли, Вустершир — 5 сентября 1569) — английский прелат, лондонский епископ (1539—1540, 1553—1559). Доктор канонического права.

## Биография
Обучался в Пемброк-колледже Оксфордского университета. Рукоположен около 1519 года. В 1526 году получил степень доктора канонического права. Вскоре стал любимцем кардинала Томаса Уолси, канцлера Английского королевства.
Будучи верным королю Генриху VIII в 1535—1539 годах служил архидиаконом Лестера, в 1538—1539 годах избран епископом Херефорда.
С 20 октября 1539 года — епископ Лондона, освящён 4 апреля 1540 года. В деле о разводе Генриха VIII с Екатериной Арагонской принял сторону короля и в качестве посланника в Риме, Вене, Копенгагене и Марселе горячо защищал его против папы римского.

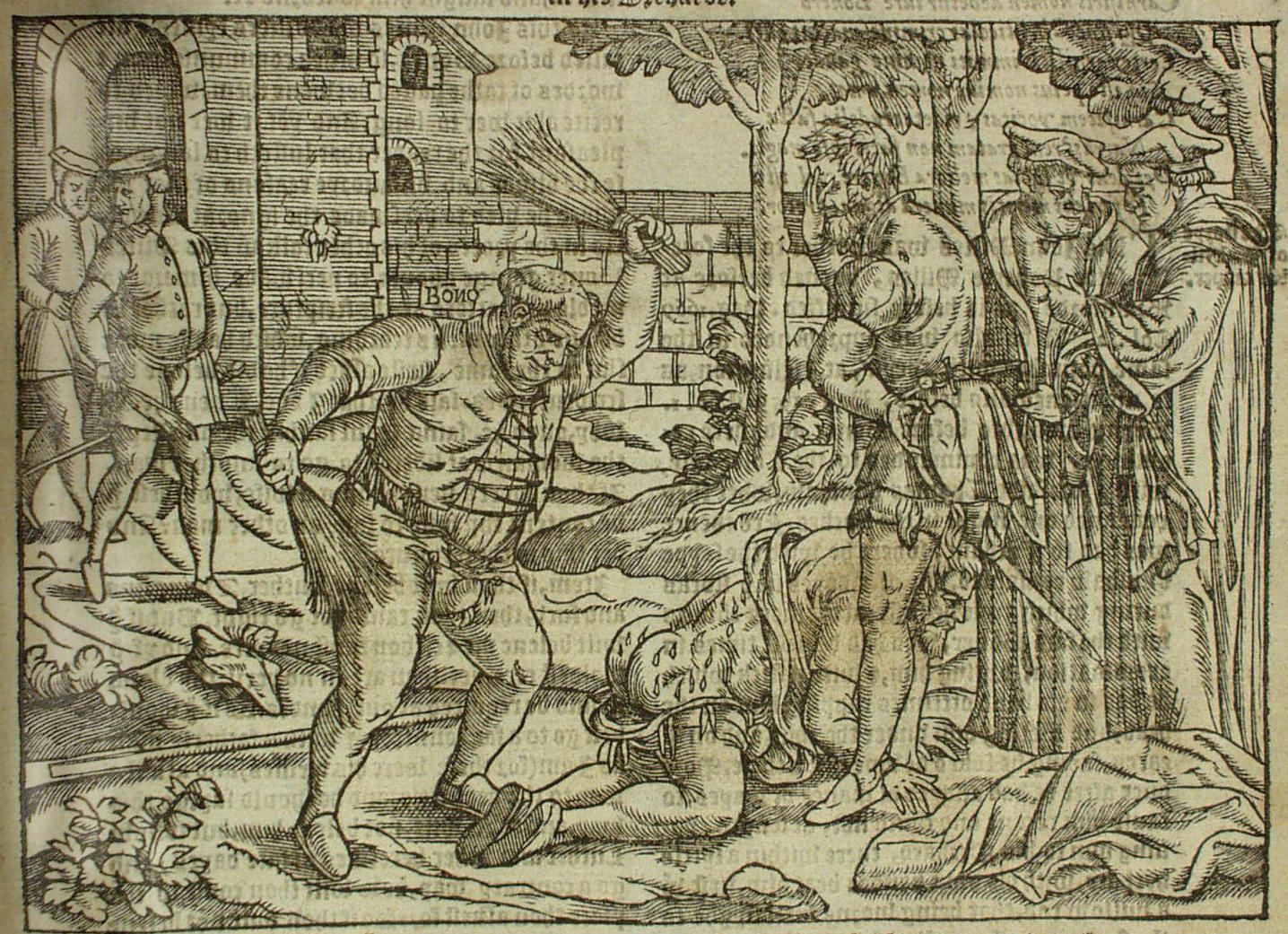
Эдмунд Боннер наказывает розгами еретика. Гравюра из книги Джона Фокса «Actes and Monuments» (1563)

Попал в опалу в связи с отказом папы санкционировать расторжение брака короля с Екатериной Арагонской, и 1 октября 1549 года был лишён епископского сана.
После смерти Генриха VIII в 1547 году выступил активным противником дальнейших успехов Реформации в Англии, действовал как защитник католической церкви, за что при Эдуарде VI был заключён в тюрьму (с 1549 по 1553 годы).
После вступления на престол Марии Католички в 1553 году был освобождён. Восстановлен епископом Лондона 5 сентября 1553 года. Стал ревностно преследовать протестантов как еретиков, из которых за три года Эдмунд Боннер сжёг на костре более 200 человек, за что получил прозвище «Кровавый Боннер».
При Елизавете I отказался признать Акт о супрематии, которым английский король провозглашался единственным верховным главой английской церкви, за что 29 мая 1559 года вновь был лишён сана и заточён в тюрьму Маршалси, где и умер 5 сентября 1569 года.